# 1717년
1717년은 금요일로 시작하는 평년이다.

## 연호
- 청(淸) 강희(康熙) 56년
- 일본(日本) 교호(享保) 2년
- 후 레 왕조(後黎朝) 빈틴(永盛) 13년

## 기년
- 류큐(琉球) 쇼케이왕(尚敬王) 5년
- 청(淸) 성조 강희제(聖祖 康熙帝) 56년
- 조선(朝鮮) 숙종(肅宗) 43년
- 후 레 왕조(後黎朝) 유종(裕宗) 13년

## 탄생
- 5월 13일 - 신성 로마 황후 마리아 테레지아

- 2월 2일 - 오스트리아의 장군 에른스트 기데온 폰 라우돈
- 12월 9일 - 독일의 미술 고고학자 요한 요아힘 빙켈만.
- 12월 25일 - 교황 비오 6세, 250대 로마 교황.

## 사망
- 조선의 문인 김춘택